# Eliška Polanecká
Eliška Polanecká (* 1. ledna 1945 Praha) je regionální autorka knížek pro děti i pro dospělé.

## Život
Stěžejním místem jejích příběhů se stala vesnička Vidlatá Seč nedaleko Litomyšle, ve které strávila část svého dětství. Po studiu na střední všeobecné škole nastoupila do Státní banky, v níž pracovala až do odchodu do penze. Spisovatelka se kromě publikační činnosti také hojně věnuje autorskému čtení svých knížek. Při této aktivitě navštívila už na dvě stovky českých škol po celé republice. Polanecká se též zaměřuje na čtenářské besedy pro dospělé publikum.

### Počátky literární tvorby
Autorku ke psaní knížek přivedla její první vnučka Barunka, jelikož jí neustále předčítala pohádky. Vnučka však babičku často opravovala, a tak si spisovatelka řekla, že vymyslí zcela vlastní příběh. Tím vznikla autorčina vůbec první pohádka, pojmenovaná právě po její vnučce, Jak šla Barborka sama do lesa. Po čase Polaneckou napadaly nové příběhy spjaté s vesnicí Vidlatá Seč, a proto pokračovala v další tvorbě. Své pohádky zapůjčila kamarádce, jež je doma předčítala vnučce. Shodou náhod byl kamarádky manžel vydavatelem, který spisovatelce navrhl, aby příběhy vydala právě u něho. A takto se autorka dočkala své knižní prvotiny.

### Inspirace
Pozitivní vztah ke knihám se u autorky vytvářel již od dětství. Ovlivnilo ji především to, že jako malá objevila spisy K. V. Raise a J. Š. Baara, které přečetla. Z knížek pro děti si oblíbila krkonošské pohádky a tvorbu Václava Čtvrtka. Naopak v literárním světě pro dospělé si Eliška Polanecká zamilovala vypravěčský um Betty MacDonald. Spisovatelčinou nejoblíbenější knihou je po dlouhá léta Tři muži ve člunu od J. K. Jeroma, vyzdvihuje zejména typický anglický humor díla. Její lásku k dětem určoval i fakt, že toužila po studiu na pedagogické škole, na niž ale nenastoupila.

## Dílo

### Knihy pro děti
- POHÁDKY babičky Elišky (2008) – kniha obsahuje pět samostatných na sebe nenavazujících pohádek: Jak šla Barborka sama do lesa na houby, Skřítek Famfulínek, Hudrálek a štěňátko, Jak Puntíček uzdravil Mašličku a Tomáškovo ptačí poletování. V pohádkách se klasicky vyskytuje boj dobra se zlem, z příběhů plyne pro děti ponaučení. Zvířata mají v některých pohádkách lidské vlastnosti.

- Pohádkové čarování s babičkou Eliškou (2009) – v pořadí druhá knížka pro děti obsahuje 10 pohádek: Tajemství rozbitého kolotoče, Jak Ondra přemohl Pískouše, Jak dostal malý poník od Adélky jméno, Kája, kouzelné kolo a prasátko Proužek, O Barborce a stydlivé labuti Terezce, Tomášek nebojsa a začarovaný stoh, Dlaň opičky Tary, Honzík a poklad štiky Tmavlinky, Madlenka se umí schovat, Splněný sen rozbitého kolotoče, jež jsou propojené hlavní myšlenkou celé knížky. Mnohé příběhy jsou opět zasazeny do lesa, jako u knížky první, ale některé se odehrávají i na netradičních místech – v ZOO, pod vodou, v obchodě, na pouti.

- Sejdeme se ve škole aneb vyprávění babičky Elišky (2013) – třetí pohádková knížka obsahuje osm pohádek: Neposedná písmenka, Štípavá pohádka, Pan zajíc a Bára, Tomáš a bojovník Dupka, Dobrodružství v Panském háji, Podzimní slavnost v lese, Šimon a ztracený přívěsek, Anežčina fantazie. Tato knížka se v lecčems odlišuje od ostatních. Na první pohled to lze poznat z velikosti písma knížky, které napovídá, že jsou pohádky určené starším dětem. Příběhy jsou proto také mnohem delší, mají složitější zápletku a více postav.

- Pohádky a básničky od babičky Elišky (2014) – čtvrtá a zatím poslední knížka pro děti obsahuje dohromady 13 na sebe nenavazujících pohádek: Zvědavé kůzlátko, Statečný kačer a jeho pomocník, Potrestané prasátko kulička, Co viděla sojka u krmítka, Včelka Vendulka a čmelák Matouš, Mlsná myška, Táta kos, Kotě, Kůň jménem Avion, Morče, Pejsek Čertík hrdina, Králíčci, Telátka. Knížka mimo jiné osahuje také pracovní sešit, který je do ní vložen. Jsou v něm jednoduché úkoly pro stejnou věkovou kategorii dětí, jako je určena knížka tzn. pro předškolní děti. Nachází se v ní úkoly: vybarvit obrázek, dokreslit třešně na strom, spočítat čtyřlístky a jiné.

### Knihy pro dospělé
- Moje milá Barunko (2010) – jedná se o kroniku jejího rodu, kterou věnovala vnučce Barunce. Kniha je trochu pochmurná, jelikož v ní píše o těžké minulosti svých předků. Polanecká mapuje cestu svých předchůdců již od počátku 20. století. Knížka je tudíž i obrazem těžké doby obou světových válek i dob poválečných. Závažným dějem však prostupují také veselejší situace, kupříkladu narození nových členů rodiny nebo svatební obřady, které uvolňují atmosféru celého díla.

- Životem jak na houpačce (2012) – tato kniha je optimističtěji laděná než ta předchozí, je doplněna o různé zábavné historky ze života. Polanecká v této publikaci popisuje své životní situace, které se v průběhu času měnily k lepšímu či k horšímu. Vypráví o zajímavých momentech ze svého života, o svém zázemí, líčí seznámení s manželem, píše o dětech i o schůzkách s kamarádkami.